# Bullerup
Bullerup är en tidigare tätort i Region Syddanmark i Danmark, som sedan 2007 är sammanvuxen med Odense. Tätorten hade 3 036 invånare (2006). Den ligger i Odense kommun på ön Fyn, cirka 6 kilometer nordost om Odense.